# Campeonato Mundial de Basquetebol Feminino de 1994
O Campeonato Mundial de Basquetebol Feminino de 1994 aconteceu em junho na Austrália.
O Brasil conquistou pela primeira vez o título mundial da modalidade após derrotar a China na final por 96 a 87 (antes da final, Brasil e China já haviam se confrontado, com vitória das chinesas). Foi a primeira vez que uma equipe senão os EUA e a URSS sagraram-se campeã. Na disputa pela medalha de bronze, os Estados Unidos derrotaram a Austrália e ficaram com a medalha de bronze.

## Equipes participantes
| Américas       | Europa     | Ásia          | Oceania       | África |
| -------------- | ---------- | ------------- | ------------- | ------ |
| Estados Unidos | França     | Coreia do Sul | Austrália     | Quênia |
| Brasil         | Itália     | Japão         | Nova Zelândia |        |
| Cuba           | Eslováquia | China         |               |        |
| Canadá         | Polônia    | Taipé Chinês  |               |        |
|                | Espanha    |               |               |        |

## Resultados

### Primeira fase
| Pos. | País           | Pts | V | D | PP  | PC  | Diff |
| ---- | -------------- | --- | - | - | --- | --- | ---- |
| 1    | Estados Unidos | 6   | 3 | 0 | 297 | 182 | +115 |
| 2    | Espanha        | 5   | 2 | 1 | 277 | 234 | +43  |
| 3    | Coreia do Sul  | 4   | 1 | 2 | 249 | 255 | -6   |
| 4    | Nova Zelândia  | 3   | 0 | 3 | 159 | 311 | -152 |

| 2 de junho     | 2 de junho | 2 de junho    |
| -------------- | ---------- | ------------- |
| Espanha        | 117-54     | Nova Zelândia |
| Estados Unidos | 108-64     | Coreia do Sul |
| 3 de junho     |            |               |
| Coreia do Sul  | 97-58      | Nova Zelândia |
| Estados Unidos | 92-71      | Espanha       |
| 4 de junho     |            |               |
| Estados Unidos | 97-47      | Nova Zelândia |
| Espanha        | 89-88      | Coreia do Sul |

| Pos. | País   | Pts | V | D | PP  | PC  | Diff |
| ---- | ------ | --- | - | - | --- | --- | ---- |
| 1    | Cuba   | 6   | 3 | 0 | 283 | 191 | +92  |
| 2    | Canadá | 5   | 2 | 1 | 247 | 179 | +68  |
| 3    | França | 4   | 1 | 2 | 231 | 181 | +50  |
| 4    | Quênia | 3   | 0 | 3 | 129 | 339 | -210 |

| 2 de junho | 2 de junho | 2 de junho |
| ---------- | ---------- | ---------- |
| Cuba       | 71-68      | França     |
| Canadá     | 109-34     | Quênia     |
| 3 de junho |            |            |
| Cuba       | 90-72      | Canadá     |
| França     | 108-44     | Quênia     |
| 4 de junho |            |            |
| Canadá     | 66-55      | França     |
| Cuba       | 122-51     | Quênia     |

| Pos. | País         | Pts | V | D | PP  | PC  | Diff |
| ---- | ------------ | --- | - | - | --- | --- | ---- |
| 1    | Eslováquia   | 6   | 3 | 0 | 279 | 213 | +66  |
| 2    | Brasil       | 5   | 2 | 1 | 287 | 259 | +28  |
| 3    | Polônia      | 4   | 1 | 2 | 231 | 245 | -14  |
| 4    | Taipé Chinês | 3   | 0 | 3 | 220 | 300 | -80  |

| 2 de junho | 2 de junho | 2 de junho   |
| ---------- | ---------- | ------------ |
| Eslováquia | 94-52      | Polônia      |
| Brasil     | 112-83     | China Taipei |
| 3 de junho |            |              |
| Polônia    | 102-64     | China Taipei |
| Eslováquia | 99-88      | Brasil       |
| 4 de junho |            |              |
| Eslováquia | 86-73      | China Taipei |
| Brasil     | 87-77      | Polônia      |

| Pos. | País      | Pts | V | D | PP  | PC  | Diff |
| ---- | --------- | --- | - | - | --- | --- | ---- |
| 1    | China     | 5   | 2 | 1 | 229 | 197 | +32  |
| 2    | Austrália | 5   | 2 | 1 | 200 | 196 | +4   |
| 3    | Itália    | 5   | 2 | 1 | 193 | 198 | -5   |
| 4    | Japão     | 3   | 0 | 3 | 188 | 219 | -31  |

| 2 de junho | 2 de junho | 2 de junho |
| ---------- | ---------- | ---------- |
| Austrália  | 60-58      | Japão      |
| Itália     | 65-60      | China      |
| 3 de junho |            |            |
| Itália     | 77-65      | Japão      |
| China      | 87-67      | Austrália  |
| 4 de junho |            |            |
| Austrália  | 73-51      | Itália     |
| China      | 82-65      | Japão      |

### Segunda fase
| Pos. | País           | Pts | V | D | PP  | PC  | Diff |
| ---- | -------------- | --- | - | - | --- | --- | ---- |
| 1    | Estados Unidos | 6   | 3 | 0 | 289 | 231 | +58  |
| 2    | Austrália      | 5   | 2 | 1 | 246 | 237 | +9   |
| 3    | Eslováquia     | 4   | 1 | 2 | 239 | 252 | +13  |
| 4    | Canadá         | 3   | 0 | 3 | 200 | 254 | -54  |

| 7 de junho     | 7 de junho | 7 de junho |
| -------------- | ---------- | ---------- |
| Estados Unidos | 60-58      | Austrália  |
| Eslováquia     | 65-60      | Canadá     |
| 8 de junho     |            |            |
| Estados Unidos | 77-65      | Canadá     |
| Austrália      | 87-67      | Eslováquia |
| 9 de junho     |            |            |
| Estados Unidos | 73-51      | Eslováquia |
| Austrália      | 82-65      | Canadá     |

| Pos. | País    | Pts | V | D | PP  | PC  | Diff |
| ---- | ------- | --- | - | - | --- | --- | ---- |
| 1    | China   | 5   | 2 | 1 | 243 | 250 | -7   |
| 2    | Brasil  | 5   | 2 | 1 | 293 | 275 | +18  |
| 3    | Cuba    | 4   | 1 | 2 | 243 | 262 | -19  |
| 4    | Espanha | 4   | 1 | 2 | 228 | 220 | +8   |

| 7 de junho | 7 de junho | 7 de junho |
| ---------- | ---------- | ---------- |
| Brasil     | 111-91     | Cuba       |
| Espanha    | 76-60      | China      |
| 8 de junho |            |            |
| Cuba       | 68-65      | Espanha    |
| China      | 97-90      | Brasil     |
| 9 de junho |            |            |
| China      | 86-84      | Cuba       |
| Brasil     | 92-87      | Espanha    |

### Fase final

#### Disputa do 13º ao 16º lugares
|  | Disputa do 13º ao 16º lugares | Disputa do 13º ao 16º lugares |    |               | Disputa do 13º lugar | Disputa do 13º lugar |  |
|  |                               |                               |    |               |                      |                      |  |
|  | 11 de junho                   |                               |    |               |                      |                      |  |
|  | Polônia                       | 79                            |    |               |                      |                      |  |
|  | Nova Zelândia                 | 70                            |    |               |                      |                      |  |
|  |                               |                               |    |               |                      |                      |  |
|  |                               |                               |    |               | 12 de junho          |                      |  |
|  |                               |                               |    |               | Polônia              | 84                   |  |
|  |                               | Taipé Chinês                  | 69 |               |                      |                      |  |
|  |                               |                               |    |               |                      |                      |  |
|  |                               |                               |    |               |                      |                      |  |
|  |                               |                               |    |               | Disputa do 15º lugar |                      |  |
|  | 11 de junho                   | 11 de junho                   |    | 12 de junho   | 12 de junho          |                      |  |
|  | Taipé Chinês                  | 85                            |    | Nova Zelândia | 93                   |                      |  |
|  | Quênia                        | 80                            |    |               | Quênia               | 76                   |  |

#### Disputa do 9º ao 12º lugares
|  | Disputa do 9º ao 12º lugares | Disputa do 9º ao 12º lugares |    |             | Disputa do 9º lugar  | Disputa do 9º lugar |  |
|  |                              |                              |    |             |                      |                     |  |
|  | 11 de junho                  |                              |    |             |                      |                     |  |
|  | França                       | 82 AOT                       |    |             |                      |                     |  |
|  | Japão                        | 81                           |    |             |                      |                     |  |
|  |                              |                              |    |             |                      |                     |  |
|  |                              |                              |    |             | 12 de junho          |                     |  |
|  |                              |                              |    |             | França               | 89                  |  |
|  |                              | Coreia do Sul                | 79 |             |                      |                     |  |
|  |                              |                              |    |             |                      |                     |  |
|  |                              |                              |    |             |                      |                     |  |
|  |                              |                              |    |             | Disputa do 11º lugar |                     |  |
|  | 11 de junho                  | 11 de junho                  |    | 12 de junho | 12 de junho          |                     |  |
|  | Coreia do Sul                | 89                           |    | Itália      | 90                   |                     |  |
|  | Itália                       | 78                           |    |             | Japão                | 75                  |  |

#### Disputa do 5º ao 8º lugares
|  | Disputa do 5º ao 8º lugares | Disputa do 5º ao 8º lugares |    |             | Disputa do 5º lugar | Disputa do 5º lugar |  |
|  |                             |                             |    |             |                     |                     |  |
|  | 11 de junho                 |                             |    |             |                     |                     |  |
|  | Eslováquia                  | 90                          |    |             |                     |                     |  |
|  | Espanha                     | 69                          |    |             |                     |                     |  |
|  |                             |                             |    |             |                     |                     |  |
|  |                             |                             |    |             | 12 de junho         |                     |  |
|  |                             |                             |    |             | Eslováquia          | 92                  |  |
|  |                             | Cuba                        | 91 |             |                     |                     |  |
|  |                             |                             |    |             |                     |                     |  |
|  |                             |                             |    |             |                     |                     |  |
|  |                             |                             |    |             | Disputa do 7º lugar |                     |  |
|  | 11 de junho                 | 11 de junho                 |    | 12 de junho | 12 de junho         |                     |  |
|  | Cuba                        | 74                          |    | Canadá      | 70                  |                     |  |
|  | Canadá                      | 55                          |    |             | Espanha             | 65                  |  |

#### Semifinais e Final
|  | Semifinais     | Semifinais  |    |                | Final               | Final |  |
|  |                |             |    |                |                     |       |  |
|  | 11 de junho    |             |    |                |                     |       |  |
|  | Brasil         | 110         |    |                |                     |       |  |
|  | Estados Unidos | 107         |    |                |                     |       |  |
|  |                |             |    |                |                     |       |  |
|  |                |             |    |                | 12 de junho         |       |  |
|  |                |             |    |                | Brasil              | 96    |  |
|  |                | China       | 87 |                |                     |       |  |
|  |                |             |    |                |                     |       |  |
|  |                |             |    |                |                     |       |  |
|  |                |             |    |                | Disputa do 3º lugar |       |  |
|  | 11 de junho    | 11 de junho |    | 12 de junho    | 12 de junho         |       |  |
|  | China          | 66          |    | Estados Unidos | 100                 |       |  |
|  | Austrália      | 65          |    |                | Austrália           | 95    |  |

##### Ficha Técnica da Final
| 12 de junho | Relatório | Brasil                                               | 96–87 | China                                                           |  | Sydney Entertainment Centre, Sydney, Australia |  |
| 12 de junho | Relatório | Pts: Hortência - 27 Rbts: Janeth - 6 Asts: Paula - 6 |       | Pts: Zheng Haixia - 27 Rbts: Zheng Haixia - 11 Asts: Xin Li - 4 |  | Sydney Entertainment Centre, Sydney, Australia |  |

| Cores do Time · Cores do Time · Brasil | Cores do Time · Cores do Time · China |

## Classificação final
| Pos.   | País               | V - D |
| ------ | ------------------ | ----- |
| Ouro   | Brasil             | 6-2   |
| Prata  | China              | 5-3   |
| Bronze | Estados Unidos     | 7-1   |
| 4      | align=center\| 4-4 |       |
| 5      | align=center\| 6-2 |       |
| 6      | align=center\| 5-3 |       |
| 7      | align=center\| 3-5 |       |
| 8      | align=center\| 3-5 |       |
| 9      | align=center\| 6-2 |       |
| 10     | align=center\| 4-4 |       |
| 11     | align=center\| 5-3 |       |
| 12     | align=center\| 2-6 |       |
| 13     | align=center\| 5-3 |       |
| 14     | align=center\| 2-6 |       |
| 15     | align=center\| 1-7 |       |
| 16     | align=center\| 0-8 |       |

## Jogadoras Convocadas

### Medalhistas
| Evento            | Ouro | Prata | Bronze |
| ----------------- | --- | --- | --- |
| Feminino detalhes | Brasil · Hortência · Helen · Adriana · Leila Sobral · Paula · Janeth · Roseli · Simone · Ruth · Alessandra · Cintia Tuiú · Dalila · Técnico = Miguel Ângelo da Luz | China · Dongmei Li · Zheng Dongmei · Wang Fang · He Jun · Liu Jun · Wei Zheng · Weijuan Zhang · Li Xin · Liang Xin · Ying Sun · Zheng Haixia · Zhongqing Ma · Técnica = Daohong Chen | Estados Unidos · Andrea Lloyd · Carla McGhee · Daedra Charles · Dawn Staley · Dena Head · Jennifer Azzi · Kara Wolters · Katrina McClain · Lisa Leslie · Ruth Bolton · Sheryl Swoopes · Teresa Edwards · Técnica = Tara VanDerveer |

### Elencos das Outras Seleções
| 4 | 5 | 6 |
| --- | --- | --- |
| Allison Cook Annie La Fleur Jennifer Whittle Karen Dalton Michelle Griffiths Michelle Timms Rachael Sporn Robyn Maher Samantha Thornton Sandra Brondelo Shelly Sandie Trisha Fallon                           | Anna Kotočová Adriana Chamajová Andrea Kuklová Andrea Slosiarová Dagmar Hutková Erika Dobrovičová Iveta Farkašová Kamila Pavláková Milena Rázgova Martina Godályová Renata Hiráková Sona Hudecova                                  | Biosotys Lagnó Dalia Henry Judith Aguilla Leonor Borrel Licet Castillo Lisdeivi Victores Maria León Milayda Enriquez Olga Vigil Regla Hernandez Tânia Seino Yamilet Martinez                   |
| 7 | 8 | 9 |
| Andrea Blackwell Beverly Smith Camille Thompson Cynthia Johnston Denise Scott Jodi Evans Karla Karch Kelly Boucher Merellynn Lange Shawna Molcak Susan Stewart Tara Gallaway                                  | Ana Alvaro Blanca Ares Carolina Mujica Elisabeth Scheurer Laura Flores María Herrero Myriam Perez Maria Pilar Alonso Maria Serret Marina Ferragut Paloma Ortega Pilar Cebrian                                                      | Amy Cissé Carole Force Catherine Melain Christine Gomis Corinne Esquirol Halima Soussi Isabelle Fijalkowski Kátia Foucade Laétitia Moussard Odile Santaniello Stéphanie Vivenot Yannick Souvre |
| 10 | 11 | 12 |
| Kwun Eun-Jeong Chung Eun-Soon Han Hyun Park Hyun-Sook Han Hyun-Sun Lee Kang-Hee Shon Kyung-Won Kang Seon-Koo Jung Sun-Min Yoo Young-Joo Youn Young-Mi Lee Yu-Jin                                              | Predefinição:IT Angela Arcangeli Catarina Pollini Elena Pararazo Elisabetta Cesarini Franciasca Rossi Giuseppina Tufano Nicoletta Caselin Renata Salvestrini Silvia Todeschini Stefania Zanussi Susanna Bonfiglio Viviana Ballabio | Akemi Okazato Aki Ichijo Chikako Murakami Hiroe Kakizaki Kagari Yamada Kikuko Mikawa Mikiko Hagiwara Noriko Hamaguchi Taeko Oyama Takako Kato Takami Takeuchi Yuka Harada                      |
| 13 | 14 | 15 |
| Agnieszka Jaroszewicz Alina Slabecka Anita Olecka Beata Tyszkiewicz Dorota Pozniak Elzbieta Trzesniewska Ewa Portianko Marzena Fraszczak Malgorzata Czerlonko Małgorzata Dydek Marzena Glaszcz Sylwia Wlazlak | Hsiau-mei Weng Hui-Yun Cheng I-Chuan Chung Kuan-ya Huang Lin Chi Li-Yun Chan Pi-cheng Teng Pi-hsia Li Shu-Chung Chen Shu-Jen Chen Wei-Chuan Chien Ya-Chen Huang                                                                    | Antonia Solomon Corrina Cordzt Gina Farmer Jane Lattimore Kristin Daly Leanne Walker Leone Patterson Maria Noon Sonja Akkerman Tânia Brunton Tracey Garland Vicki Cunningham                   |
| 16 | | |
| Alice Onono Bertha Otieno Caroline Omamo Caterine Shava Celestine Imbaya Jane Makale Mirian Owiti Nasila Onjiko Petronila Muthoni Queen Olumbo Safia Mohammed Susan Kariuki                                   | | |

## Prêmios
| Campeonato Mundial de Basquetebol Feminino de 1994 |
| Rio de Janeiro                                     |
| -------------------------------------------------- |
| BRASIL Campeão (1º título)                         |

### Individuais
| Most Valuable Player (MVP)       |
| -------------------------------- |
| Hortência Marcari                |
| Cestinha                         |
| Hortência Marcari (221 pontos)   |
| Mais Assistências                |
| Yannick Souvré - 48 assistências |

| Seleção do Campeonato                                                                 | Ref.  |
| ------------------------------------------------------------------------------------- | ----- |
| - Teresa Edwards - Hortência Marcari - Janeth Arcain - Katrina McClain - Zheng Haixia | [ 2 ] |